# Stenus cicindeloides
Stenus cicindeloides är en skalbaggsart som först beskrevs av Johann Gottlieb Schaller 1783.  Stenus cicindeloides ingår i släktet Stenus, och familjen kortvingar. Arten är reproducerande i Sverige.